# Curtain Call: The Hits
Curtain Call: The Hits (рус. «Выход на поклон: Хиты») — первый сборник хитов американского рэпера Эминема, выпущенный 6 декабря 2005 года на лейблах Aftermath Entertainment, Shady Records и Interscope Records. На этом альбоме собраны все самые популярные синглы Эминема, а также включает три новые песни.
Альбом был 7 раз сертифицирован в платину в Великобритании, а также 4 раза в Новой Зеландии. Он достиг первой строчки в чартах UK и Billboard.

## Об альбоме
Curtain Call: The Hits включает в себя три новых песни: «FACK», «Shake That» и «When I’m Gone». Последняя — сентиментальная песня, в которой Эминем рассказывает о своей дочери Хейли Джейд. «Shake That» — клубно-ориентированный сингл, в записи которого принял участие певец Nate Dogg. «FACK» же представляет собой явно сексуальный стёб.
Буклет, включённый в альбом, содержит фотографии, сделанные на протяжении всей его карьеры, в том числе фотографии с выступления на «Грэмми» в 2001 году вместе с Элтоном Джоном, снимки с группой D12, кадры из клипа «Superman», обложку The Marshall Mathers LP и иллюстрации из буклетов к его последним альбомам. В США было продано 3,2 миллиона экземпляров альбома, а по всему миру — свыше 7 миллионов.
Второй диск двухдискового издания носил название Stan’s Mixtape (с англ. — «Микстейп Стэна»).

## Цензура
Также имеется цензурная версия сборника. В этой версии имеется 15 треков без «Intro» и «FACK». На первое место в «чистой версии» поставлена песня «My Name Is». Треки в «чистой версии» этого альбома идентичны своим предыдущим альбомам, кроме «Guilty Conscience», в которой присутствует хор. Некоторые профанации на треках из «The Slim Shady LP» и «The Marshall Mathers LP» остаются, так как слова «shit», «bitch» и «ass». Однако слово «ass» в «Just Lose It» цензуре не подвергнуто, в то время когда на «Encore» это слово заменено на «thing».

## Список композиций
| №                   | Название                                                                             | Автор(ы)                                              | Продюсер(ы)                              | Длительность             |
| ------------------- | ------------------------------------------------------------------------------------ | ----------------------------------------------------- | ---------------------------------------- | ------------------------ |
| 1.                  | «Intro» (скит, отсутствует в цензурной версии)                                       |                                                       |                                          | 0:34                     |
| 2.                  | «FACK» (отсутствует в цензурной версии)                                              | М. Мэтерс, Л. Ресто, С. Кинг                          | Eminem, Луис Ресто (доп.)                | 3:26                     |
| 3.                  | «The Way I Am (из The Marshall Mathers LP)»                                          | Мэтерс                                                | Eminem                                   | 4:51                     |
| 4.                  | «My Name Is (из The Slim Shady LP)»                                                  | Мэтерс, А. Янг                                        | Dr. Dre                                  | 4:29                     |
| 5.                  | «Stan (из The Marshall Mathers LP)» (при участии Dido)                               | Мэтерс, Д. Армстронг, П. Херман                       | The 45 King, Eminem (со.)                | 6:44                     |
| 6.                  | «Lose Yourself (из 8 мили)»                                                          | Мэтерс, Д. Басс, Ресто                                | Eminem                                   | 5:26                     |
| 7.                  | «Shake That» (при участии Nate Dogg)                                                 | Мэтерс, Ресто, Кинг, Н. Хейл                          | Eminem, Луис Ресто (доп.)                | 4:34                     |
| 8.                  | «Sing for the Moment (из The Eminem Show)»                                           | С. Тайлер, Мэтерс, Басс, Ресто, Кинг                  | Eminem, Джефф Басс (со.)                 | 5:40                     |
| 9.                  | «Without Me (из The Eminem Show)»                                                    | Мэтерс, К. Белл, Басс, М. Макларен, Э. Дадли, Т. Хорн | Eminem, Джефф Басс (со.), DJ Head (доп.) | 4:51                     |
| 10.                 | «Like Toy Soldiers (из Encore)»                                                      | Мэтерс, Ресто, М. Даусон, М. Маргулес                 | Eminem, Луис Ресто (доп.)                | 4:56                     |
| 11.                 | «The Real Slim Shady (из The Marshall Mathers LP)»                                   | Мэтерс, Янг, М. Элизондо, Т. Костер                   | Dr. Dre, Mel-Man                         | 4:45                     |
| 12.                 | «Mockingbird (из Encore)»                                                            | Мэтерс, Ресто                                         | Eminem, Луис Ресто (доп.)                | 4:11                     |
| 13.                 | «Guilty Conscience (из The Slim Shady LP)» (при участии Dr. Dre)                     | Мэтерс, Янг                                           | Dr. Dre, Eminem                          | 3:20                     |
| 14.                 | «Cleanin’ Out My Closet (из The Eminem Show)»                                        | Мэтерс, Басс                                          | Eminem, Джефф Басс                       | 4:59                     |
| 15.                 | «Just Lose It (из Encore)»                                                           | Мэтерс, Янг, Элизондо, М. Батсон, К. Поуп             | Dr. Dre, Майк Элизондо                   | 4:09                     |
| 16.                 | «When I’m Gone»                                                                      | Мэтерс, Ресто                                         | Eminem, Луис Ресто (доп.)                | 4:41                     |
| 17.                 | «Stan» (запись выступления «Грэмми» 2001) (при участии Элтона Джона) (бонусный трек) | Мэтерс, Армстронг, Херман                             | Национальная академия звукозаписи        | 6:20                     |
| Общая длительность: | Общая длительность:                                                                  | Общая длительность:                                   | Общая длительность:                      | Общая длительность 77:55 |

| №                   | Название                                                                | Продюсер(ы)                         | Длительность              |
| ------------------- | ----------------------------------------------------------------------- | ----------------------------------- | ------------------------- |
| 1.                  | «Dead Wrong (из Born Again)» (The Notorious B.I.G. при участии Эминема) | Чуки Томпсон, Марио Уайнанс, Diddy  | 4:59                      |
| 2.                  | «Role Model (из The Slim Shady LP)»                                     | Dr. Dre, Mel-Man                    | 3:26                      |
| 3.                  | «Kill You (из The Marshall Mathers LP)»                                 | Dr. Dre, Mel-Man                    | 4:26                      |
| 4.                  | «Shit on You (из альбома D12 Devil's Night)» (D12)                      | DJ Head, Eminem (со.)               | 5:29                      |
| 5.                  | «Criminal (из The Marshall Mathers LP)»                                 | Марк Басс, Джефф Басс, Eminem       | 5:14                      |
| 6.                  | «Renegade» (Jay-Z при участии Eminem)                                   | Eminem                              | 5:37                      |
| 7.                  | «Just Don’t Give a Fuck (из The Slim Shady LP)»                         | Марк Басс, Джефф Басс, Eminem (со.) | 4:02                      |
| Общая длительность: | Общая длительность:                                                     | Общая длительность:                 | Общая длительность 115:49 |

| №                   | Название                                    | Длительность              |
| ------------------- | ------------------------------------------- | ------------------------- |
| 1.                  | «Bad Guys Always Die» (при участии Dr. Dre) | 4:41                      |
| 2.                  | «Bad Influence»                             | 3:39                      |
| 3.                  | «Get You Mad»                               | 4:23                      |
| Общая длительность: | Общая длительность:                         | Общая длительность 128:32 |

- Примечание: со. — сопродюсер, доп. — дополнительный продюсер.